# Zwartwater
Zwartwater is de naam van een natuurgebied ten noordoosten van Vredepeel.
Het betreft een jong naaldbos, en is 165 ha groot. Dit bos ligt op droge zandgrond. Het bestaat voornamelijk uit grove den, Corsicaanse den en Oostenrijkse den.
Het oostelijk deel van dit gebied is natuurterrein: Er is daar een heidegebied. In het bos zijn ook enkele vennetjes en open plekken.
Gedurende de jaren '80 van de 20e eeuw zijn veel dennen omgehakt en daarna werd herplant met zomereik, grove den en ruwe berk. Ook is er veel geplagd en er wordt begraasd.